# Alconeura rubella
Alconeura rubella är en insektsart som beskrevs av Delong och Ruppel 1951. Alconeura rubella ingår i släktet Alconeura och familjen dvärgstritar. Inga underarter finns listade i Catalogue of Life.